# Operațiunea Cerberus
Operațiunea Cerberus (Channel Dash (Fuga prin Canal), cu numele de cod german  Unternehmen Cerberus)  a fost un angajament naval de primă mărime din timpul celei de-a doua conflagrații mondiale în cursul căreia o escadră a Kriegsmarine formată din două cuirasate din clasa Scharnhorst, crucișătorul greu Prinz Eugen și navele lor de escortă au spart blocada britanică și s-au deplasat de la Brest (Bretania)  în bazele lor din Germania prin Canalul Mânecii. Această acțiune a avut două motive. Primul era acela că Brestul se afla în raza de acțiune a avioanelor britanice și vasele se aflau într-un continuu pericol să fie distruse de bombardamentele aeriene. Al doilea era acela că, acționând din baze aflate mai la nord, vasele germane puteau să atace cu mai mare eficiență convoaiele din Atlanticul de Nord, care erau folosite pentru aprovizionarea Uniunii Sovietice.
Pe 11 februarie 1942, vasele Kriegsmarine au părăsit portul Brest la ora 21:14 și au navigat nedetectate de inamic pentru mai bine de 12 ore, reușind să ajungă la intrarea în Canalul Mânecii fără să fie interceptate.  După ce navele germane au traversat strâmtoarea și au ajuns în Marea Nordului, britanicii au reușit să le intercepteze, iar avioanele Royal Air Force, ale Fleet Air Arm  și bateriile de coastă au încercat să le bombardeze. Atacurile britanice nu au avut niciun efect asupra convoiului german, iar vasele Kriegsmarine au ajuns la destinație pe 13 februarie. în sprijinul operațiunii navale, Luftwaffe a lansat Operațiunea Donnerkeil (Trăznetul) pentru asigurarea superiorității aeriene germane în timpul traversării Canalului.

## Planul german
Vasele de linie Scharnhorst și Gneisenau au sosit pentru prima oară în portul Brest pe 22 martie 1941, după ce luaseră parte la acțiuni împotriva transporturilor navale aliate în Oceanul Atlantic. Prinz Eugen a intrat în același port în zorii zilei de 1 iunie, după participarea la Operațiunea Rheinübung. Vasele germane au intrat în docurile de reparații din portul Brest și au fost rentate cu combustibil, dar au devenit în același timp ținta unor atacuri aeriene britanice destul de frecvente. Adolf Hitler a ordonat ca atare Kriegsmarine să transfere vasele de război în porturile de bază germane. Amiralitatea germană a avut de ales pentru îndeplinirea ordinului variata Strâmtorii Danemarcei și cea a Canalului Mânecii. Această a doua rută era mai scurtă, dar mai periculoasă.
Hitler a ales ruta rapidă prin Canalul Mânecii, iar întreaga acțiune de planificare a căzut în sarcina Comandamentului naval german de vest cu sediul în Paris. Deși întreaga operațiune avea să fie plasată sub comanda viceamiralului Otto Ciliax, (care și-a înălțat pavilionul pe Scharnhorst), amiralul Alfred Saalwächter și subordonații săi au fost responsabili pentru planificarea și emiterea directivelor operaționale.
Cum operațiunea fusese ordonată personal de Hitler, pentru reușita ei au fost mobilizate dragoare de mine, au fost puse în funcțiune stații suplimentare de bruiere radar, au fost trimise submarine pentru culegerea de date meteo, iar mai multe distrugătoare au  fost trimise în Canal spre Brest pentru întărirea escortei. Generalul Adolf Galland a fost invitat să participe pe Scharnhorst la sesiunile de planificare. Generalul a promis că va asigura acoperirea aeriană cu avioane de vânătoare a rutei prin Canal 24 din 24 de ore.
În ianuarie, marina și forțele aeriene germane au executat mai multe exerciții de amploare pentru asigurarea unei bune cooperării dintre marinari și aviatori. 
Amiralul Ciliax, care avea mari îndoieli cu privire la succesul Operațiunii Cerberus, trebuia să facă față a numeroase probleme. Vasele pe care le avea sub comandă nu mai erau temutele mașini de luptă care fuseseră odată. Cât timp se aflau în docurile de la Brest, numeroși tehnicieni și experți fuseseră trimiși în alte șantiere navale pentru rezolvarea a unor probleme urgente. Dacă din punct de vedere tehnic existau probleme, moralul echipajelor era ridicat. Navele nu fuseseră ținte ale sabotajelor, iar marinarilor germani li se acordase numeroase permisii pe țărm. 
Printre localnici circulau zvonuri insistente cu privire la iminența plecare a vaselor germane. Pentru ca să îi înșele pe francezi că germanii urmau să se deplaseze în Atlanticul de sud, informația urmând să fie transmisă englezilor în mod neîndoielnic, au fost răspândite zvonuri corespunzătoare în oraș, echipajele au primit în dotare căști coloniale, iar docherii au fost puși să încarce butoaie cu ulei pe care era notat „Pentru utilizarea la tropice”. 

## Pregătirile britanice

### Planul britanic
Royal Navy avea încă din aprilie 1941 un plan comun cu Ministerul Aerului pentru împiedicarea unei eventuale „evadări” germane, Operațiunea Fuller. Responsabil pentru acest plan era viceamiralul Bertram Ramsay din Comandamentul din Dover. El avea sub comandă șase distrugătoare, care ar fi trebuit să staționeze în așteptare în estuarul Tamisei, data de luptă în maxim patru ore, dar care în realitate nu erau disponibile. De asemenea, forța ar mai fi trebuit completată cu trei distrugătoare din clasa Hunt, numai că vasele repartizate nu erau dotate cu tuburi lansatoare de torpile. Din acest motiv,  ele nu erau o amenințare reală pentru vasele germane puternic blindate. Capacitatea de luptă a  vedetelor torpiloare din flotilele din Dover și Ramsgate, care erau plasate sub comanda lui Ramsay, era egalată  de  flotila germană de E-boat.  Au existat mai multe motive pentru care avioanele ale Fleet Air Arm, RAF Coastal Command și RAF Bomber Command nu au fost capabile să asigure un sprijin eficient flotei britanice. 

Britanicii prevăzuseră în mod greșit că germanii își vor planifica trecerea prin Canal astfel încât cel mai periculos punct al traversării de la Dover-Calais, unde navele se aflau în raza de acțiune a bateriilor de coastă britanice, să fie depășit în timpul nopții. Germanii au considerat însă că cel mai important element al operațiunii este asigurarea elementului surpriză pentru o perioadă cât mai lungă de timp. Pentru aceasta, vasele germane trebuiau să se strecoare din portul Brest în timpul nopții fără să fie observate, ceea ce le dădea un avans de 12 ore, până când ar fi fost anunțați britanicii. Britanicii au fost prinși pe picior greșit de mișcarea îndrăzneață a germanilor. Echipajele avioanelor Hudson de recunoaștere de noapte ale RAF Coastal Command nu au identificat navele în marș după plecarea acestora din portul Brest, deoarece radarele lor nu au funcționat corespunzător sau au fost bruiate. Intensitatea bruiajului german a crescut progresiv de-a lungul a mai multor zile. Evitând o creștere bruscă a activității de bruiaj, germanii nu au lăsat să se întrevadă nici un semn al vreunei activități militare neobișnuite. Tot datorit bruiajului, un agent de informații britanic din Brest nu a putut să își transmită raportul cu privire la plecarea vaselor. Submarinul britanic HMS Sealion aflat în patrulare în zona portului francez nu a putut să transmită raportul deoarece tocmai își pusese la încărcat bateriile stației radio. O mică formațiune de avioane He 111 a reușit să păcălească operatorii radar britanici, care au raportat identificarea unei mari grupări aeriene. În același timp, hidroavioane Ar 196 transportate la bordul unor vase au ținut sub control zona de traversare, iar escadrile de bombardiere Ju 88 au zburat sub plafonul de acțiune a radarelor britanice și au executat atacuri surpriză asupra  portului Plymouth și a aeroporturilor din zonă.

### Descoperirea convoiului german
Primele indicații cu privire la operațiunea germană a venit din partea operatorilor radar RAF comandați de Bill Igoe, care au identificat un nivel neobișnuit de crescut al activității aeriene inamice în spațiul aerian al Canalului. Frecvența folosită de aceste stații radar nu fusese detectată de germani și ca atare nu fusese bruiată. Operatorii radar britanici au intrat în alertă în jurul orei 09:00, când vasele germane se apropiaseră deja de Le Havre. Doar după încă 90 de minute, radarele britanice au descoperit flota germană. Două avioane Spitfire ale RAF Fighter Command au fost trimise să găsească convoiul inamic. Deși aviatorii britanici au reperat vasele, ei primiseră ordine pentru păstrarea unei tăceri radio strice, iar veștile nu au ajuns la superiori decât după aterizare, în jurul orei 10:40, . Rapoartele germane afirmă însă că mesajele radio au fost lansate de aviatori, dar au fost interceptate și bruiate. Nimeni nu s-ar fi așteptat ca tocmai aviația de vânătoare să fie cea care să repereze flota germană din Canal, iar respectarea strictă a lanțului de comunicare din armata britanică a făcut ca raportul cu privire la identificarea vaselor inamice să fie transmisă cu întârziere responsabililor Royal Navy, respectiv Bomber Command.

### Artileria de coastă
În jurul prânzului zilei de 12 februarie, artileria britanică de coastă a deschis focul  asupra navelor germane, tirul fiind direcționat de noile radare instalate de tip K. La ora 12:19 a fost trasă prima salvă. Dat fiind faptul că raza maximă de vizibilitate era de 5 mile (8 km), observatorii de artilerie nu au putut să ajute la reglarea tirului, dar britanicii au sperat că radarul putea să detecteze locul de impact al proiectilelor și să permită astfel corectarea focului, în ciuda faptului că o asemenea metodă nu fusese folosită până atunci. Spoturile de pe ecranele radarelor K au detectat deplasarea în zigzag a vaselor germane, dar locurile de impact al proiectilelor nu au putut fi determinate și întreaga baterie a început să tragă fără nicio corecție a tirului. Cele patru tunuri Mk IX–X  de 9.2”au lansat 33 de proiectile asupra vaselor germane care se deplasau cu peste 50 km/h, dar nicio lovitură nu și-a atins ținta. Germanii au afirmat chiar că gruparea lor navală depășise deja Doverul când artileria britanică de coastă a deschis focul, iar proiectilele au plonjat în apă mult în spatele vaselor.

### Vedetele torpiloare
Între timp, cele cinci vedete torpiloare Fairmile D din baza din Dover au plecat din port la ora 11:55 și au fost primele forțe britanice care au confirmat la 12:23 identitatea vaselor germane. Acoperirea aeriană promisă de RAF pentru atacul torpiloarelor nu a fost asigurată. Torpiloarele britanice au încercat să atace, dar înaintarea lor le-a fost blocată de 12 vedete rapide (Schnellboot, S-boot), care navigau pe două linii. Vedeta torpiloare conducătoare a atacului britanic a fost oprită din înaintare de o pană de motor, dar echipajul a reușit să lanseze torpila de la o distanță de 3,7 km de țintă, după care s-a reîntors la bază. Restul torpiloarelor nu a reușit să se apropie suficient de mult de convoi și și-au lansat torpilele printre spațiile libere lăsate de vedetele rapide germane. Britanicii au raportat o lovitură în plin asupra vasului Prinz Eugen, dar până la urmă s-a dovedit că atacul a fost un eșec. Două vedete rapide au ajuns la timp pentru asigurarea acoperirii retragerii unui torpilor atacat de un distrugător german. La ora 12:25 au mai sosit în zonă două torpiloare de la baza Ramsgate, dar ele au ajuns mult prea în urma convoiului german pentru ca să mai poată lansa un atac.

### Avioanele torpiloare Swordfish
După eșuarea atacului torpiloarelor, a urmat atacul a șase biplane torpiloare Fairey Swordfish ale Aviației Navale decolate de pe aeropotul RAF Manston din Kent,. Atacul a fost la rândul lui un eșec. Curajul echipajelor biplanelor Swordfish a fost remarcat atât de britanici  cât și de germani. Avionul locotenentului comandor Eugene Esmonde—un veteran al  atacului pentru scufundarea  cuirasatului Bismarck— a fost doborât în luptă alături de întregul detașament de biplane. Esmonde a fost decorat postmortem cu Victoria Cross. Doar cinci dintre cei optsprezece membri ai echipajelor au supraviețuit atacului. Ramsay avea să scrie mai târziu: „În opinia mea, misiunea eroică a acestor șase avioane Swordfish reprezintă una dintre cele mai bune exemple de sacrificiu de sine și devotament față de datorie care a fost văzută în război”, iar Ciliax a notat la rândul lui ca a fost vorba de un: „… atac întârziat al unui pumn de avioane vechi, pilotate de oameni a căror bravură depășește orice altă acțiune a vreuneia dintre tabere în acea zi”. Cele șase biplane ar fi trebuit să fie escortate de trei escadrile complete de avioane de vânătoare, dar în misiune a plecat doar una singură, care a trebuit însă să se apere de avioanele germane de interceptare. Grupul biplanelor a continuat misiunea fără escortă. Trei dintre au fost doborâte de antiaeriana a flotei inamice și trei de avioanele de vânătoare germane.

### Atacurile RAF
Comandamentul aviației de vânătoare RAF a trimis în jurul orei 14:00 mai multe avioane de vânătoare-bombardament bimotoareWhirlwind să atace flota germană. Avioanele de vânătoare bine organizate ale generalului Adolf Galland au respins atacul britanicilor, provocându-le pierderi. Spațiul aerian al vaselor germane a fost apărat încontinuu de cel puțin 16 avioane de vânătoare – în timpul zilei avioane Fw 190, iar în timpul nopții   Bf 110 echipate pentru lupta nocturnă. Escadrilele germane au executat până la patru misiuni.). Reacția Comandamentului avioanelor de bombardament a fost tardiv. Primele bombardiere au decolat la aproape trei ore după ce flota inamică depășise Doverul. Doar 39 de bombardiere dintr-un total de 242 participante la misiuni au reușit să găsească vasele și să le atace, dar nicio bombă nu și-a atins ținta. 
În afară de misiunea bombardierelor, 398 de avioane de vânătoare  Spitfire, Hurricane și Whirlwind ale Comandamentului avioanelor de vânătoare au executat mai multe misiuni de luptă pe 12 februarie. 
În total, pentru căutarea și atacarea vaselor germane au decolat 675 de avioane RAF (398 avioane de vânătoare, 242 de bombardiere și  35 de avioane torpilore). Atacurile aeriene au fost  împiedicate de plafonul de nori și de ploaie.

### Distrugătoarele
Echipajele celor șase distrugătoare repartizate lui Ramsay au fost luate prin surprindere. În loc să se afle în locație care să le permită să intervină rapid, marinarii participau la exerciții de tragere la promontoriul Orford Ness din Marea Nordului. Distrugătoarele au pornit în grabă să intercepteze flota germană, dar ajuns prea târziu și au reușit să lanseze doar o salvă de torpile, care nu și-au atins țintele. Tirurile de artilerie de pe Gneisenau și Prinz Eugen au avariat grav distrugătorul HMS Worcester, au ucis 26 de marinari și au rănit 45 alții. Salvele de pe Gneisenau au distrus partea dreaptă a punții și două camere ale cazanelor. Patru salve de pe  Prinz Eugen au produs incendierea distrugătorului. Comandantul lui Gneisenau a ordonat încetarea focului, fiind convins că distrugătorul britanic este pe cale să se scufunde. 

## Urmări
În dimineața zilei de 13 februarie, amiralul Ciliax i-a trimis un mesaj amiralului Saalwächter la sediul din Paris: „Am onoarea să vă informez că Operațiunea Cerberus a fost finalizată cu succes."
Forțele armate britanice (marina, aviația și forțele terestre) au eșuat în tentativa de oprire a vaselor din grupul Brest din drumul lor spre apele teritoriale germane. În plus, britanicii au pierdut 42 de avioane doborâte și un distrugător grav avariat. 
Germanii au suferit pierderi neașteptat de mici: Scharnhorst a lovit două mine la Vlissingen și Ameland, dar a ajuns în cele din urmă pe 13 februarie Wilhelmshaven. Avariile au fost reparate în următoarele trei luni. Gneisenau a lovit o mină la Terschelling, dar a suferit avarii neînsemnate. Mina magnetică a explodat la câțiva metri de navă, producând o gaură mică în lateral dreapta și scoțând temporar din funcțiune o turbină navală.  Echipajul lui Gneisenau a repus în funcțiune toate instalațiile în aproximativ 30 de minute, reconfirmând în acest fel renumele de „navă norocoasă”. Prinz Eugen, care nu suferise avarii, a pierdut un marinar ucis de atacul unui avion britanic. Ambele vase au lansat au fost trase în siguranță la mal la 09:30. Vedetele torpiloare T13 și Jaguar au fost avariate ușor de șrapnelele bombelor de aviație și de focul mitralierelor grele, iar echipajul celui de-al doilea vas a pierdut un marinar mort și doi răniți. Dintre aparatele de zbor ale Luftwaffe  care au participat la asigurarea umbrelei de protecție a vaselor, 17 avioane de vânătoare au fost doborâte, iar 11 piloți au fost uciși. 
Gneisenau a fost trimis la Kiel pentru reparații în docul uscat plutitor. Aici a fost lovit de două bombe grele lansate de bombardierele RAF în noaptea de 26-27 februarie. Avariile produse de bombele de aviație au fost atât de grave încât reparația vasului nu fost finalizată până la sfârșitul războiului.
La Londra, starea de spirit era sumbră. Într-un editorial din The Times se putea citi: „Viceamiralul  Ciliax a reușit acolo unde ducele de Medina Sidonia a dat greș. Nimic mai înjositor pentru mândria puterii noastre navale nu s-a mai întâmplat din secolul al XVII-lea. [...] A implicat sfârșitul legendei Royal Navy conform căreia nicio flotă inamică nu ar putea în timp de război să treacă prin ceea ce numim cu mândrie English Channel.”
Grupul naval german a reușit să traverseze cu succes Canalul și să ajungă în bazele din Germania în siguranță. Unele dintre ele au fost mai târziu transferate în Norvegia, pentru lupta împotriva convoaielor navale aliate din Atlanticul de Nord. Astfel, în septembrie 1943, Scharnhorst a participat cu succes la Operațiunea Zitronella. Winston Churchill a ordonat formarea unei comisii de anchetă pentru investigarea evenimentelor care au dus la eșecul britanic.
Pentru modul în care Luftwaffe a asigurat acoperirea aeriană a vaselor germane, Adolf Galland a fost promovat la gradul de general maior, fiind la cei 30 de ani cel mai tânăr ofițer cu acest grad din cadrul forțelor aeriene. În ciuda faptului că au pierdut 17 avioane de vânătoare, germanii au reușit să doboare 2 bombardiere ușoare  Blenheim și 9 Hampden , 4 bimotoare de vânătoare Whirlwind, 4 bombardiere cu rază lungă de acțiune Wellington, 6 avioane de vânatoare Hurricane și 10 Spitfire și 3 biplane torpiloare Swordfish. Tunarii Kriegsmarine au reuși la rândul lor să doaboare 3 avioane Swordfish și un Hampden.

## Monumente
În „Marine Parade Gardens” din Dover a fost ridicat cu ocazia celei de-a 70-a aniversări a luptelor din 11–13 februarie 1942 un monument din granit în onoarea tuturor celor care au luptat în Operațiunea Fuller. Marinarii de pe HMS Kent au format o gardă de onoare și defilat cu ocazia dezvelirii monumentului.

## Vedeți și:
- Operațiunea Kita a Marinei Imperiale Japoneze din februarie 1945 în timpul căreia niponii au reușit să retragă ambele vase hibrid cuirasat – portavion din clasa Ise și patru vase de escortă din Singapore în bazele din Japonia, evitând blocada aliată.

## Resurse internet
- „Lieutenant-Commander Edgar Lee”, The Daily Telegraph (necrolog), UK.
- The Channel Dash Association
- Channel Dash War Memorial Dover (Fotografie și descriere), Panoramio, 2012.